# 納舒亞 (加利福尼亞州)
納舒亞（英語：Nashua）是位於美國加利福尼亞州蒙特雷縣的一個非建制地區。該地的面積和人口皆未知。

## 地理
納舒亞的座標為36°44′29″N 121°45′57″W / 36.74139°N 121.76583°W，而該地的平均海拔高度為4米（即13英尺）。